# Óscar Pérez Bovela
Óscar Pérez Bovela (Oviedo (Asturias), España, 27 de agosto de 1981) es un exfutbolista español. Jugaba como centrocampista, retirándose en 2017 en el Marino de Luanco.

## Trayectoria
Empezó su carrera en las categorías inferiores del Real Oviedo.  Vivió un primer descenso a Segunda División en la temporada 2000-01 tras 13 años en la máxima categoría, y un segundo descenso a Segunda División B en la temporada 2002-03, con un posterior descenso administrativo del club a Tercera División por impagos a los jugadores. Tras desvincularse del conjunto ovetense, el jugador firma por la SD Eibar primero, y por el Córdoba CF después, jugando ambas temporadas en Segunda División. 
En la temporada 2005-06 prueba fortuna en el Bolton Wanderers inglés, experiencia que no resulta como esperaba por lo que regresa al fútbol español a la temporada siguiente para enrolarse en las filas del CD Tenerife, club con el que lograría el ascenso a la Primera División del fútbol español en la temporada 2008-09. Un año más tarde firma por el Granada CF, por aquel entonces equipo de Segunda División B, con el que conseguiría el ascenso a la categoría de plata primero y a la Liga BBVA un año más tarde.
En la temporada 2011-12, el jugador se marcha cedido al Cádiz CF dónde juega la fase de ascenso a Segunda División cayendo en la última ronda ante el CD Lugo en los penaltis. En la temporada 2012/2013 jugó en el Racing de Santander. En diciembre de 2013 fichó por el equipo tailandés Ratchaburi Football Club.

## Clubes
| Club                     | País       | Año         |
| ------------------------ | ---------- | ----------- |
| Real Oviedo              | España     | 1999 - 2003 |
| SD Eibar                 | España     | 2003 - 2004 |
| Córdoba CF               | España     | 2004 - 2005 |
| Bolton Wanderers         | Inglaterra | 2005 - 2006 |
| CD Tenerife              | España     | 2006 - 2009 |
| Granada CF               | España     | 2009 - 2011 |
| Cádiz CF                 | España     | 2011 - 2012 |
| Racing de Santander      | España     | 2012 - 2013 |
| Ratchaburi Football Club | Tailandia  | 2013 - 2014 |
| Caudal Deportivo         | España     | 2014 - 2017 |
| Marino de Luanco         | España     | 2017        |

## Palmarés
| Título                     | Club             | País   | Año         |
| -------------------------- | ---------------- | ------ | ----------- |
| Ascenso a Primera División | CD Tenerife      | España | 2008 - 2009 |
| Campeón Segunda División B | Granada CF       | España | 2009 - 2010 |
| Ascenso a Segunda División | Granada CF       | España | 2009 - 2010 |
| Ascenso a Primera División | Granada CF       | España | 2010 - 2011 |
| Ascenso a Segunda B        | Caudal Deportivo | España | 2015-2016   |